# Faughan Hill
Faughan Hill är en kulle i republiken Irland. Den ligger i grevskapet An Mhí och provinsen Leinster, i den nordöstra delen av landet. Toppen på Faughan Hill är 104 meter över havet.
Terrängen runt Faughan Hill är huvudsakligen platt. Trakten runt Faughan Hill består i huvudsak av gräsmarker.